# Pi de cua de guineu

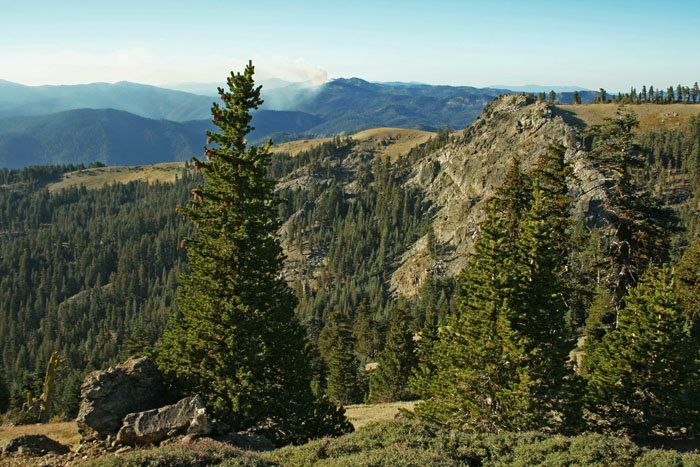
Pinus balfouriana,a Yolla Bolly-Middle Eel Wilderness.

El pi de cua de guineu (Pinus balfouriana) és una espècie de pi rara que és endèmica de Califòrnia, Estats Units, on es troba en dues zones separades amb dues subespècies la balfouriana a les Muntanyes Klamath, i la subespècie. austrina al sud de Sierra Nevada.

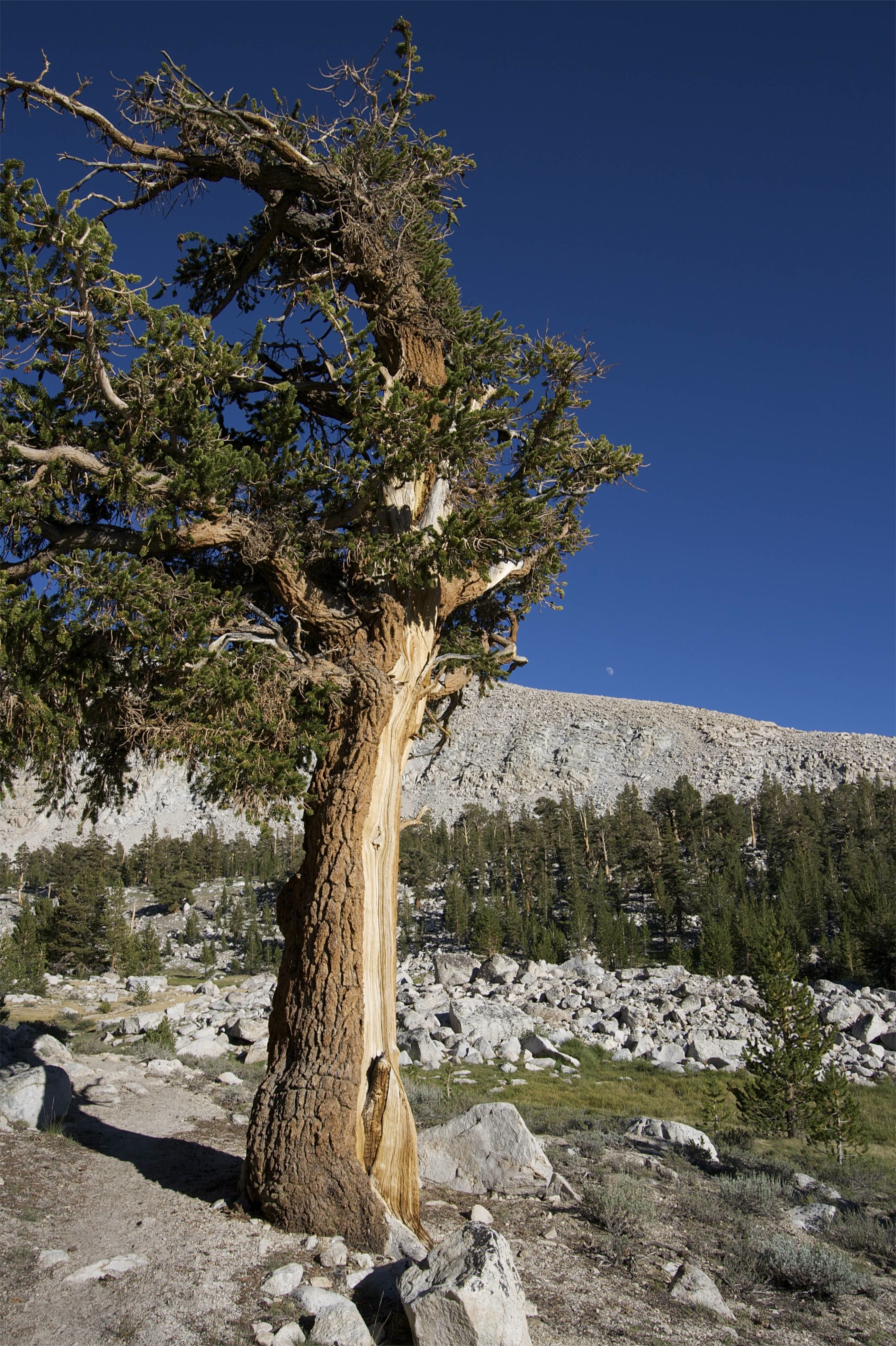
Un pi de cua de guineu a Sierra Nevada (USA).

## Descripció
Està relacionat amb altres pins del tipus bristlecone. Arriba a fer de 10 a 20 m d'alt i excepcionalment 35 m. Les fulles estan agrupades en fascicles de cinc (de vegades quatre) Les pinyes fan de 6-11 cm de llargada.
Es creu que pot arribar a viure 3.000 anys a la Sierra Nevada, però el màxim comprovat és de 2.110 anys.